# Gigantes de Carolina 2012 (pallavolo femminile)
Questa voce raccoglie le informazioni riguardanti le Gigantes de Carolina nelle competizioni ufficiali della stagione 2012.

## Organigramma societario
Area direttiva
- Presidente: Ángel Flores

Area tecnica
- Primo allenatore: David Quiñones (fino a febbraio), Abdel Otero (da febbraio)
- Secondo allenatore: Abdel Otero (fino a febbraio)

## Rosa
| N° | Nome             | Ruolo | Data di nascita   | Nazionalità sportiva |
| -- | ---------------- | ----- | ----------------- | -------------------- |
| 1  | Briana McCarthy  | S     | 8 gennaio 1985    | Stati Uniti          |
| 1  | Ania Ruiz        | S/O   | 7 novembre 1982   | Porto Rico           |
| 2  | Diane Copenhagen | S/O   | 28 giugno 1986    | Stati Uniti          |
| 3  | Xaimara Colón    | L     | 11 settembre 1988 | Porto Rico           |
| 4  | Morgan Beck      | S/O   | 30 marzo 1987     | Stati Uniti          |
| 5  | Kristen Dozier   | C/O   | 1º luglio 1988    | Stati Uniti          |
| 5  | Emily Brown      | S/O   | 23 gennaio 1986   | Stati Uniti          |
| 6  | Miriam Quijano   | C     | -                 | Porto Rico           |
| 7  | Laudevis Marrero | C     | 3 agosto 1987     | Porto Rico           |
| 8  | Doris Torresola  | P     | -                 | Porto Rico           |
| 8  | Yeimily Mojica   | P     | 28 marzo 1990     | Porto Rico           |
| 9  | Stephanie Pérez  | P     | 23 marzo 1995     | Porto Rico           |
| 10 | Aida Bauzá       | S     | 20 settembre 1989 | Porto Rico           |
| 11 | Joedly Narváez   | S/O   | 18 ottobre 1991   | Porto Rico           |
| 12 | Odemaris Díaz    | C     | 15 marzo 1982     | Porto Rico           |
| 13 | Daniela Bertrán  | S     | 29 gennaio 1986   | Porto Rico           |
| 13 | Gregner Gotay    | S     | 8 gennaio 1990    | Porto Rico           |
| 15 | Yomaira Santana  | S/O   | -                 | Porto Rico           |